# Steve Tucker
Steven Tucker (Cincinnati, 12 marzo 1971) è un bassista e cantante statunitense noto per la sua militanza nel gruppo musicale death metal statunitense Morbid Angel.

## Biografia
Tucker iniziò la sua carriera da musicista nei primi anni novanta con i Ceremony di Cincinnati, una band death metal con cui incise un EP in veste di bassista e cantante. Nel 1997 venne ingaggiato dai Morbid Angel per sostituire David Vincent e con loro, l'anno seguente, registrò l'album Formulas Fatal to the Flesh. In seguito partì con la band per una tournée mondiale a sostegno del disco da poco pubblicato.
Il lavoro successivo uscì nel 2000 col titolo Gateways to Annihilation e vide la partecipazione di Tucker anche in fase compositiva e di stesura dei testi. Al termine del tour che seguì questa uscita lasciò temporaneamente la band e venne sostituito da Jared Anderson. Nel 2003 ritornò a far parte dei Morbid Angel e si dedicò ancora alla scrittura dei testi per l'album Heretic. Durante la successiva tournée ebbe dei problemi alla voce e il suo posto venne nuovamente preso da David Vincent, componente storico del gruppo.
Nel 2005 fu reclutato dai Nile come turnista per alcune esibizioni dal vivo.
Dopo un periodo di pausa, nel 2011, venne ingaggiato dall'artista egiziano Nader Sadek come cantante per l'album In the Flesh e per un concerto che portò alla realizzazione del live Living Flesh, uscito due anni dopo. Nel 2012 fondò i Warfather, una band death metal con cui incise due dischi nel ruolo di chitarrista e cantante.
Tucker rientrò a far parte dei Morbid Angel il 15 giugno del 2015.

## Discografia

### Con i Morbid Angel
- 1998 - Formulas Fatal to the Flesh
- 2000 - Gateways to Annihilation
- 2003 - Heretic
- 2017-  Kingdoms Disdained

### Con Nader Sadek
- 2011 - In the Flesh
- 2013 - Living Flesh (live)

### Con i Warfather
- 2014 - Orchestrating the Apocalypse
- 2016 - The Grey Eminence